# Кривая Дуброва
Кривая Дуброва  — опустевшая деревня в составе Немского района Кировской области. 

## География
Находится на расстоянии примерно 16 километров по прямой на северо-запад от районного центра поселка Нема.

## История
Деревня была известна с 1717 года, когда в ней было учтено 10 дворов и 40 жителей, в 1778 году 103 жителя. В 1873 году учтено дворов 45 и жителей 229, в 1905 46 и 292, в 1926 56 и 275, в 1950 36 и 125 соответственно, в 1989 5 жителей. До 2021 года входила в  Архангельское сельское поселение Немского района, ныне непосредственно в составе Немского района.

## Население
Постоянное население  не было учтено как в 2002 году, так и в 2010.